# Алехандро Сільва
Алехандро Сільва (ісп. Alejandro Silva, нар. 4 вересня 1989, Монтевідео) — уругвайський футболіст, правий фланговий півзахисник, захисник аргентинського клубу «Ланус».
Виступав, зокрема, за клуби «Фенікс» та «Олімпія» (Асунсьйон), а також національну збірну Уругваю.

## Клубна кар'єра
У дорослому футболі дебютував 2009 року виступами за команду клубу «Фенікс», в якій провів три сезони, взявши участь у 39 матчах чемпіонату. 
Своєю грою за цю команду привернув увагу представників тренерського штабу парагвайського клубу «Олімпія» (Асунсьйон), до складу якого приєднався 2012 року. Відіграв за команду з Асунсьйона наступні півтора сезони своєї ігрової кар'єри.
До складу клубу «Ланус» приєднався на початку 2014 року.

## Виступи за збірні
2011 року  залучався до складу молодіжної збірної Уругваю. На молодіжному рівні зіграв в одному офіційному матчі.
2013 року дебютував в офіційних матчах у складі національної збірної Уругваю. Наразі провів у формі головної команди країни 2 матчі.

## Титули і досягнення
- Чемпіон Аргентини (1):

«Ланус»: 2016
- Володар Суперкубка Аргентини (1):

«Ланус»: 2016
- Чемпіон Парагваю (4):

«Олімпія»: 2019К, 2019А, 2020К, 2022К
- Володар Кубка Парагваю (1):

«Олімпія»: 2021
- Володар Суперкубка Парагваю (1):

«Олімпія»: 2021